# Aéroport de Narsarsuaq
L'aéroport de Narsarsuaq (en groenlandais : Mittarfik Narsarsuaq) (code IATA : UAK • code OACI : BGBW) est un aéroport situé à Narsarsuaq, dans la municipalité du Kujalleq au sud du Groenland.
Avec l'aéroport de Kangerlussuaq, il est l'un des deux aéroports du Groenland capables de recevoir les plus grands avions de ligne. Il est aussi le seul aéroport international dans le sud du Groenland. L'aéroport fonctionne principalement comme un point pour les passagers se dirigeant après leurs arrivées vers des transferts en hélicoptères vers d'autres endroits du Groenland via la compagnie nationale Air Greenland.

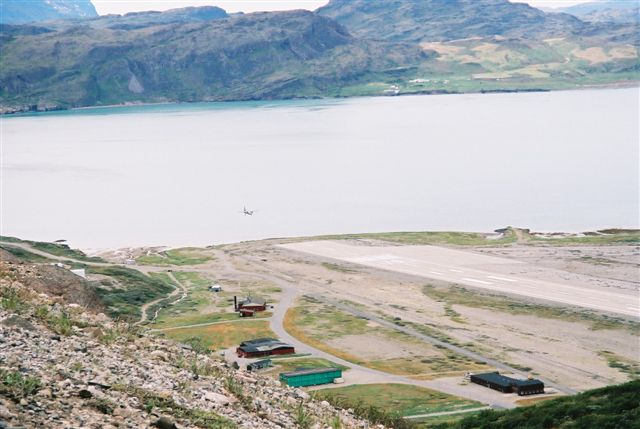
vue actuelle de l'aéroport.

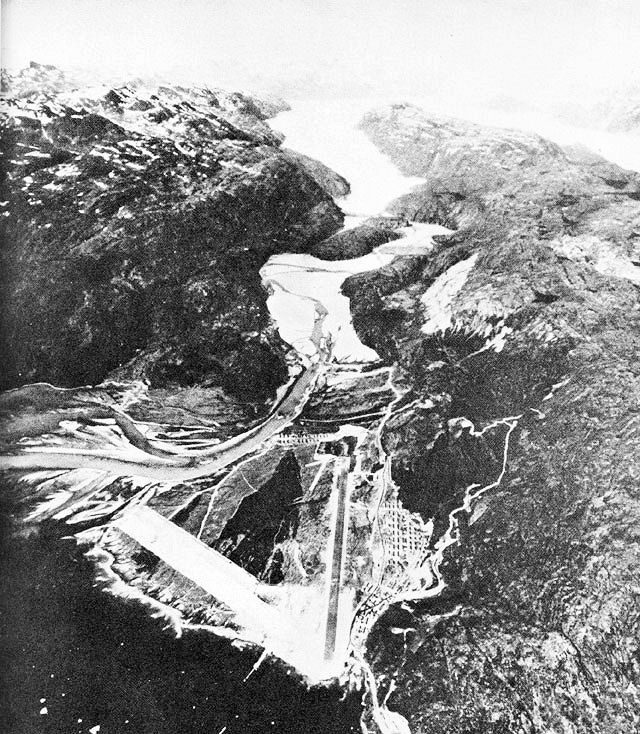
L'aéroport en 1942.

Les principales destinations pour les voyageurs transitant par cet aéroport.

## Histoire

### Création pendant la Seconde Guerre mondiale
L'aéroport de Narsarsuaq a été construit par le département de la Défense américain (alors connu sous le nom du ministère de la guerre) comme une base aérienne de l'armée. Sa construction a commencé à partir de juillet 1941 et le premier atterrissage d'un avion a eu lieu en janvier 1942. Pendant la Seconde Guerre mondiale, la base aérienne a servi pour les avions qui devaient suivre et détruire les avions mais aussi les bateaux et sous-marins allemands.
Un hôpital militaire de 250 lits y a été achevé en 1943. Environ 4 000 personnes ont été stationnées à la base pendant la guerre. On estime que pendant cette période plus de 10 000 avions ont été transportés via cette base aérienne. Le 6 juillet 1942, le navire de ravitaillement SS Montrose a fait naufrage sur une falaise dans le fjord de Tunulliarfik au sud-ouest de la base aérienne. Le premier avion de l'armée de l'air danoise stationné à Narsarsuaq a été un PBY Catalina en 1947 et un B-17 Forteresse Volante en 1948.

### Après la guerre
Air Greenland sert tous les principaux héliports du sud du Groenland avec un hélicoptère Sikorsky S-61c N.
La circulation aérienne civile a commencé en 1949 avec un DC-4 possédé par la Scandinavian Airlines System (SAS) et la compagnie Icelandair.
Les États-Unis et le Danemark ont signé l'accord lié à la défense du Groenland le 27 avril 1951. Les deux pays conviennent de partager les bases aériennes. En 1952, l'armée de l'air danoise stationne à l'aéroport avec un PBY Catalina.
L'US Air Force a quitté l'aéroport en novembre 1958 et la base aérienne a été fermée.
En janvier 1959 le M/S Hans Hedtoft du Danemark et tout l'équipage à bord ont été perdus près de la pointe sud du Groenland. Les autorités danoises décident de rouvrir l'aéroport peu après. De novembre 1959 la Danish Air Force avait trois PBY Catalina stationnés à l'aéroport de Narsarsuaq qui avaient la mission de faire des observations des glaces le long de la côte du Groenland et ces observations ont été diffusées aux navires dans la région.
Narsarsuaq est toujours, comme pendant la seconde guerre mondiale, très utilisé comme escale de ravitaillement pour le convoyage transatlantique d'avions n'ayant pas l'autonomie nécessaire pour un vol sans escale.

## Gestion
Comme pour tous les aéroports situés au Groenland, l'aéroport de Narsarsuaq est géré par la Mittarfeqarfiit qui est l'autorité nationale de gestion des aéroports.

## Compagnies et destinations
Seule Air Greenland et Icelandir desservent l'aéroport régulièrement.
| Compagnies     | Destinations                                                             |
| -------------- | ------------------------------------------------------------------------ |
| Air Greenland, | Alluitsup Paa, Nanortalik, Narsaq, Nuuk, Qaqortoq Saisonnier: Copenhague |
| Icelandair     | Reyjkavik                                                                |

## Situation

### Carte des aéroports du Groenland
| \| 50 km1:7 213 000 \| Aasiaat · Paamiut · Nerlerit Inaat Ittoqqortoormiit Nuuk · Narsarsuaq Ilulissat · Upernavik Qaanaaq Kangerlussuaq · Maniitsoq Sisimiut Thulé Kulusuk |
| 50 km1:7 213 000 |

## Équipements

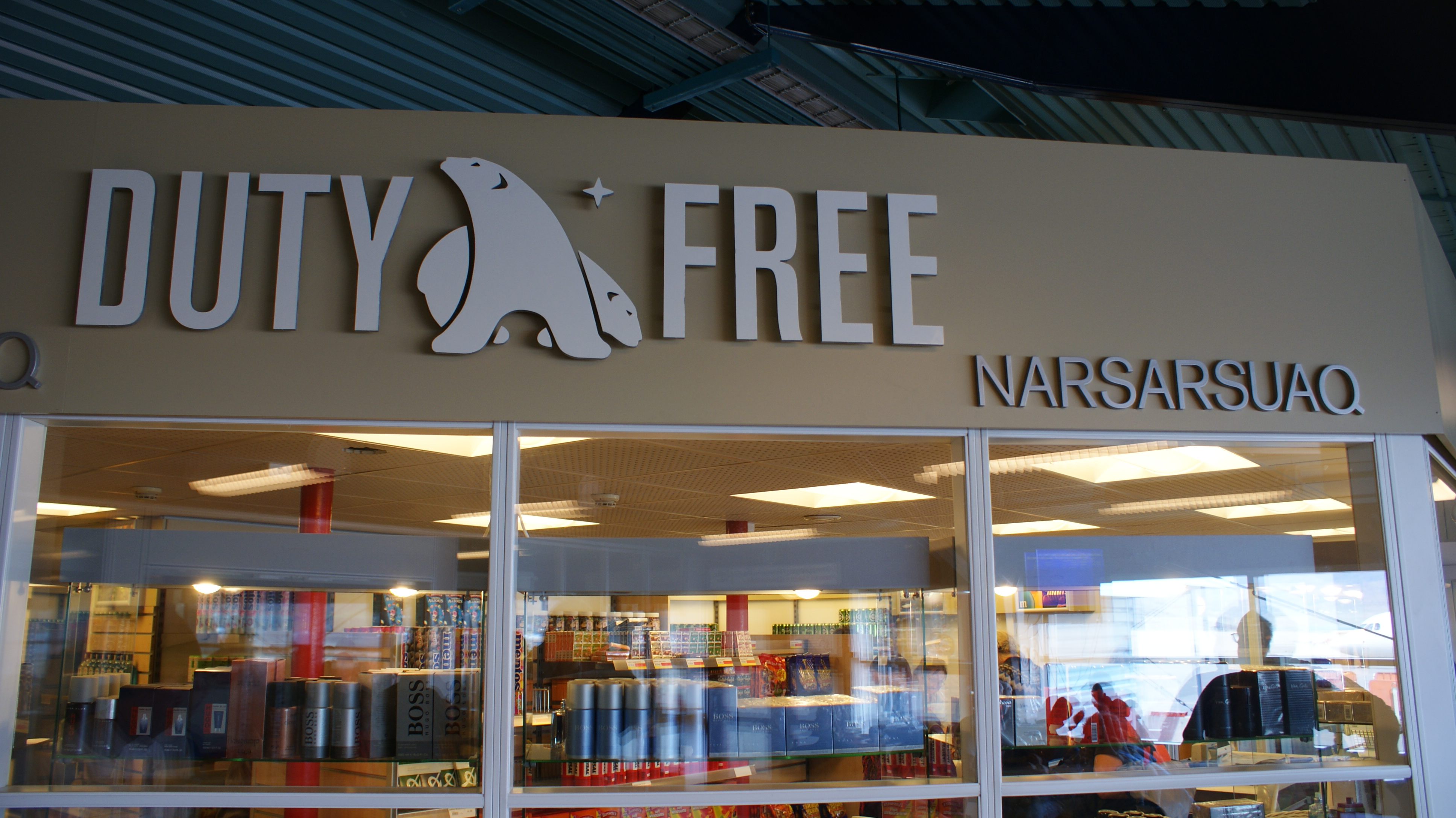
Nanoq la boutique duty-free gérée par Pilersuisoq.

Dans le terminal, il y a une grande cafétéria, une boutique hors taxes Nanoq, ainsi qu'un petit bureau de tourisme, qui aide à coordonner les activités de l'aéroport.